# Kantxalan
Kantxalan (en rus: Канчалан) és un poble del districte autònom de Txukotka, a Rússia, que el 2018 tenia 444 habitants.